# Littelfuse
Littelfuse, Inc (NASDAQ: LFUS

) er en amerikansk elektronikproducent med hovedkvarter i Chicago, Illinois. Virksomheden producerer primært kredsløbsbeskyttelsesprodukter, switche og sensorer. Littelfuse blev etableret i 1927 i Chicago af Edward V. Sundt.